# ボニータ (SSK-3)
|          |                                              |
| 艦歴     |                                              |
| 発注:    |                                              |
| 起工:    | 1950年5月19日                                |
| 進水:    | 1951年6月21日                                |
| 就役:    | 1952年1月11日                                |
| 退役:    | 1958年11月7日                                |
| 除籍:    | 1965年4月1日                                 |
| その後:  |                                              |
| 性能諸元 |                                              |
| 排水量:  | 水上765トン、水中1,160トン                   |
| 全長:    | 196 ft 1 in (60 m)                           |
| 全幅:    | 24 ft 7 in (7.5 m)                           |
| 吃水:    | 14 ft 5 in (4.4 m)                           |
| 機関:    |                                              |
| 最大速:  | 水上13ノット (24 km/h) 水中6ノット (11 km/h) |
| 乗員:    | 士官4名、兵員33名                            |
| 兵装:    | 21インチ魚雷発射管4門                        |

ボニータ (USS Bonita, SSK-3/SS-552) は、アメリカ海軍の潜水艦。バラクーダ級潜水艦の3番艦。艦名はカツオやマグロといった複数の魚類の総称であるボニータに因んで命名された。その名を持つ艦としては4隻目。当初の艦名は K-3 であった。

## 艦歴
K-3はニュージャージー州カムデンのニューヨーク造船所に建造発注されたが、後にカリフォルニア州ヴァレーホのメア・アイランド海軍造船所へ変更された。1950年5月19日にメア・アイランド海軍造船所で起工し、1951年6月21日にジェームズ・S・クラーク夫人によって命名、進水、1952年1月11日に艦長エリック・E・ホプレー少佐の指揮下就役する。
K-3は1952年5月15日に真珠湾に到着し、第7潜水戦隊に所属する。1956年8月、9月にはアラスカ水域に巡航し通常任務及び実験活動に従事する。K-3は1955年12月15日にボニータと改名された。1958年11月7日に予備役となり、1959年8月15日に SS-552 （攻撃型潜水艦）に艦種変更された。ボニータは1965年4月1日に除籍された。